# Gens Memmia

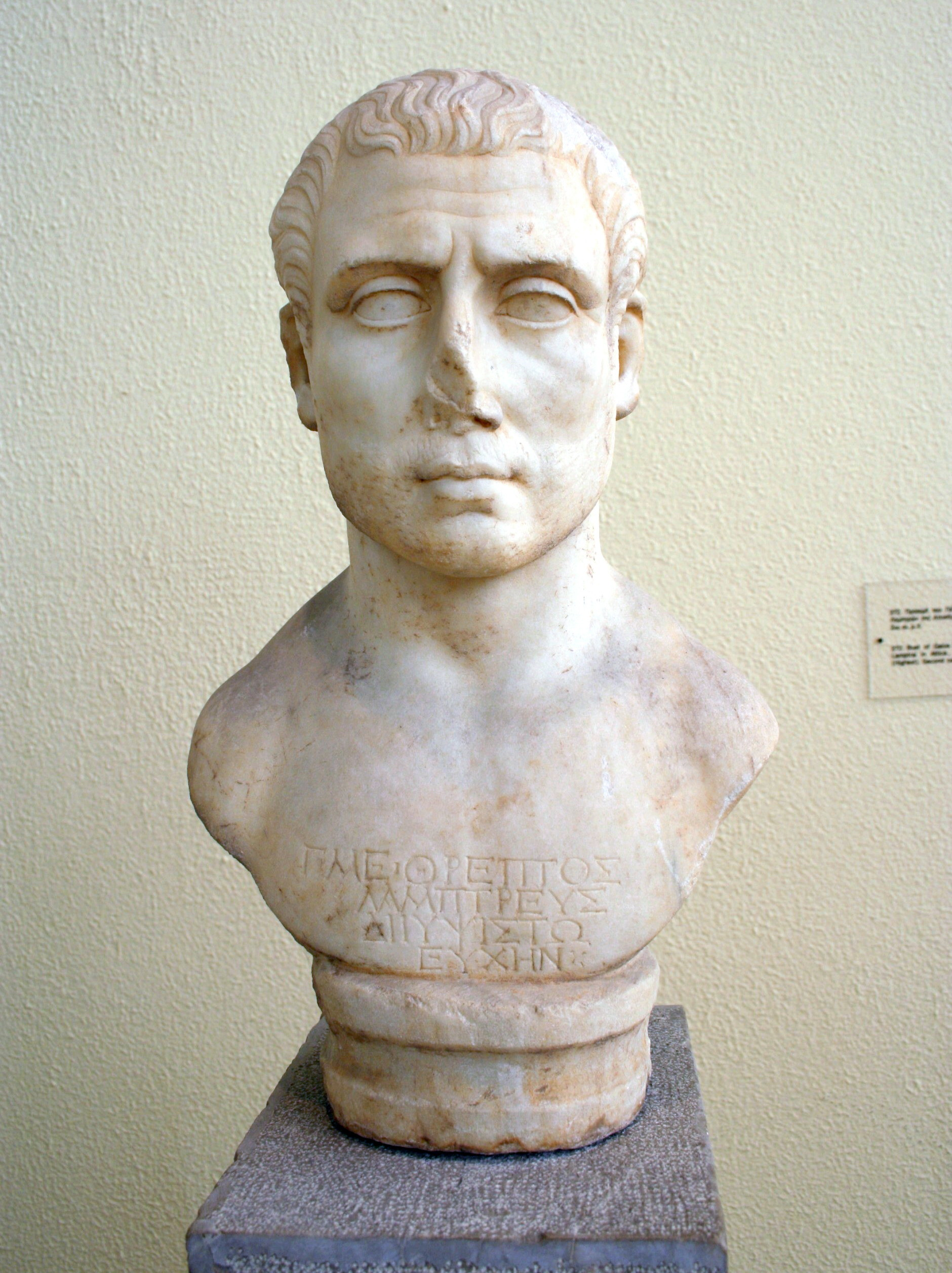
Buste van een zekere Gaius Memmius Threptus, gevonden in Athene en gedateerd in de 2e eeuw v.Chr.

De Gens Memmia was een Romeins plebejisch geslacht, dat mogelijk uit het gebied van de Volsci stamde. Vergilius beschouwde de naam Memmius als een afleiding van de naam van Mnestheus, een van Aeneas' reisgenoten. In de tweede en eerste eeuw v.Chr. traden de Memmii op het voortoneel van de Romeinse politiek, hoewel geen enkele van hen ooit consul kon worden. In de keizertijd was hun belang kleiner, al wisten enkele Memmii in die periode toch roem te verwerven.

## Mythische oorsprong
Vergilius verbindt de gens Memmia met de Trojaanse held Mnestheus, die als een van Aeneas' commandanten mee naar Italië kwam.

uelocem Mnestheus agit acri remige Pristim,
mox Italus Mnestheus, genus a quo nomine Memmi

(Het bevel over de snelle Pristis [een van Aeneas' schepen] met zijn gretige roeiers voert Mnestheus,
- later de Italische Mnestheus, van wiens naam het geslacht Memmius afstamt.)
— Vergilius, Aeneis 5, 116 (vertaling Ben Bijnsdorp)

## Bekendste vertegenwoordigers
Vertegenwoordigers uit de republikeinse tijd waren:
1. Gaius Memmius, aedilis vóór 210 v.Chr.
2. Gaius Memmius, praetor in 172 v.Chr.
3. Gaius Memmius, volkstribuun in 111 v.Chr. en opsteller van de lex Memmia
4. Lucius Memmius, praetor vóór 112 v.Chr.
5. Gaius Memmius Lucii filius Galeria tribu, volkstribuun in 89 v.Chr.
6. Gaius Memmius, partijganger van Pompeius, dichter, redenaar en volkstribuun in 66 v.Chr.
7. Gaius Memmius, praetor in 58 v.Chr., zoon van nummer 4
8. Gaius Memmius, volkstribuun in 54 v.Chr., zoon van nummer 6
9. Lucius Memmius Pollio, consul suffectus in 49 v.Chr., een beschermeling van Agrippina minor
10. Gaius Memmius, consul suffectus in 34 v.Chr., zoon van nummer 7

Vertegenwoordigers uit de keizertijd waren:
1. Publius Memmius Regulus, consul suffectus in 31 n.Chr.
2. Gaius Memmius Regulus, consul suffectus in 63 n.Chr., zoon van nummer 1
3. Gaius Memmius Fidus Iulius Albius, veldheer en consul suffectus in de tweede eeuw n.Chr.
4. Memmius Rufinus, tegenstander van Septimius Severus
5. Memmius Tuscus: verkeerde benaming voor Marcus Nummius Tuscus, consul in 258 n.Chr.
6. Quintus Aurelius Memmius Symmachus, West-Romeins politicus en wijsgeer